# 三爰亭
三爰亭，位于中国广东省清远市佛冈县汤塘镇黄花湖，为清远市佛冈县的一个县级文物保护单位，类型为古建筑，公布时间为1986年7月。
三爰亭的历史年代为清代。